# Bérengère Marques-Pereira
Bérengère Marques-Pereira, née le 17 mai 1951, est une sociologue belge, professeur au département de science politique de l'Université libre de Bruxelles.

## Fonctions
- 1990-1999 : directrice du Centre d'Études Latino-Américaines de l'Institut de Sociologie
- 1997-2000 : vice-présidente de l'Association belge de science politique de la Communauté française
- 2001-2004 : présidente de l'Association Belge de Science Politique de la Communauté française

### Livres
- avec M. DUQUETTE, M. DE LIMA GALDINO, Ch. LEVY, et F. RAES, Collective Action and Radicalism in Brazil, Women, Urban Housing and Rural Movements, Toronto, University of Toronto Press, 2005
- La citoyenneté politique des femmes, Paris, Armand Colin, 2003
- L'avortement en Belgique: de la clandestinité au débat politique, Bruxelles, Éditions de l'Université de Bruxelles, 1989

### Articles (sélection)
- « Femmes et politique en Amérique latine. Au-delà du nombre, quelle démocratie de qualité ? », Problèmes d’Amérique latine, 59, 2006, pp. 79–101
- « Le Chili : les femmes et la gauche. Une relation amicale ? », Revue Internationale de Politique Comparée, vol. 12, n°3, 2005, pp. 365–378
- « Le Chili: une démocratie de qualité pour les femmes? », Politique et Sociétés, vol. 24, n°2, 2005, pp. 147–169
- « Trois décennies de mobilisations féminines et féministes en Amérique latine », Cahiers des Amériques Latines, n°39, 2002/1, pp. 17–36, en collaboration avec F.Raes
- « Quotas-parité: enjeux et argumentations », Recherches féministes (Université Laval), vol.12, 1, 1999, pp. 103–121